# NGC 7834
NGC 7834 é uma galáxia espiral (Sc) localizada na direcção da constelação de Pisces. Possui uma declinação de +08° 22' 08" e uma ascensão recta de 0 horas, 06 minutos e 37,9 segundos.
A galáxia NGC 7834 foi descoberta em 29 de Novembro de 1864 por Albert Marth.